# Manoir de Penmarc'h
Le manoir de Penmarc'h est situé sur la commune de Saint-Frégant, dans le département du Finistère.

## Historique
Le manoir de Penmarc'h a été édifié par la famille de Penmarc'h, l'une des plus anciennes familles du Léon. Il se pourrait bien que la date de 1546 (inscrite sur l'entrée principale) ne soit relative qu'à une restauration et que le château serait d'un siècle plus ancien.

### La famille de Penmarc'h
La famille de Penmarc'h, présente aux montres de 1426 à 1534, était « des plus nobles et des plus anciennes de l'évêché de Léon, et, par lettres patentes de la reine Anne, de l'an 1502, elle fut érigée en seigneurie de bannière avec éloge, scavoir, qu'elle étoit l'une des plus nobles et anciennes chevaleries de l'évêché de Léon... ».
- La famille de Penmarc'h remonte au moins à Alain I de Penmarc'h, décédé en 1350, seigneur de Penmarc'h et époux de Constance de Coëtivy.
  - Leur fils Alain II de Penmarc'h, époux de Guihederch du Juch, décéda vers 1375
    - Leur fils Henri I de Penmarc'h, né en 1360, décéda en 1424
      - Son fils Alain III de Penmarc'h, né en 1385, décéda en 1422. Il était l'époux d'Aliette de Lanroz.
        - Leur fils Henri II de Penmarc'h, 1er baron de Penmarc'h, né vers 1414, décéda en 1465. Il était l'époux d'Alix de Coëtivy et de Plézou Toupin[2]. Un de leurs fils cadets, Christophe de Penmarc'h fut évêque de Dol, puis évêque de Saint-Brieuc.
          - Leur fils Alain IV de Penmarc'h, 2e baron de Penmarc'h, né en 1440, décédé en 1498, était l'époux d'Anne du Juch.
            - Leur fils Henri III de Penmarc'h, 3e baron de Penmarc'h, né en 1484, décédé en 1527, fut gentilhomme de la reine Anne. Il était marié en secondes noces avec Guillemette de Kerloaguen.
              - Leur fils Alain V de Penmarc'h, 4e baron de Penmarc'h, né en 1523, décéda en 1562. Il était l'époux de Françoise du Parc-Locmaria.
                - Leur fils Claude de Penmarc'h, 5e baron de Penmarc'h, né en 1543, décédé en 1585, marié vers 1563 avec Marie de Tromelin, dame de Lanarnuz, laquelle se remaria le 10 juillet 1588 avec Anne de Sanzay de la Magnane, un sanglant chef ligueur (décédée avant 1619). Claude de Penmarc'h fut gentilhomme ordinaire de la Chambre du Roi et commissaire du ban et de l'arrière-ban du Léon.
                  - Leur fils René Ier de Penmarc'h, 6e baron de Penmarc'h, né en 1584, décédé en 1632, époux de Jeanne de Sanzay (sœur du chef ligueur Anne de Sanzay de la Magnane, fut aussi gentilhomme ordinaire de la Chambre du Roi.
                    - Leur fils Vincent de Penmarc'h, 7e baron de Penmarc'h, né en 1611, décédé le 10 mars 1666, époux d'Anne Gilette de Rivoalen.
                      - Leur fils Vincent Gabriel de Penmarc'h, 8e baron de Penmarc'h, né le 26 juillet 1656 à Saint-Frégant, décédé le 10 novembre 1717 à Saint-Frégant, époux d'Anne de Kermenguy. Il possédait, ainsi que son père, des droits, notamment de foire, à Goulven ainsi qu'en la chapelle Saint-Gildas en Guissény.
                        - Leur fils François Gabriel de Penmarc'h, 9e baron de Penmarc'h, né le 2 décembre 1684 à Saint-Frégant, décédé le 27 mai 1745 à Tréguier, commissaire des haras du Léon, puis commissaire à la répartition de la capitation de la noblesse de l'évêché de Léon, époux d'Anne Renée Joseph de Bellingant.

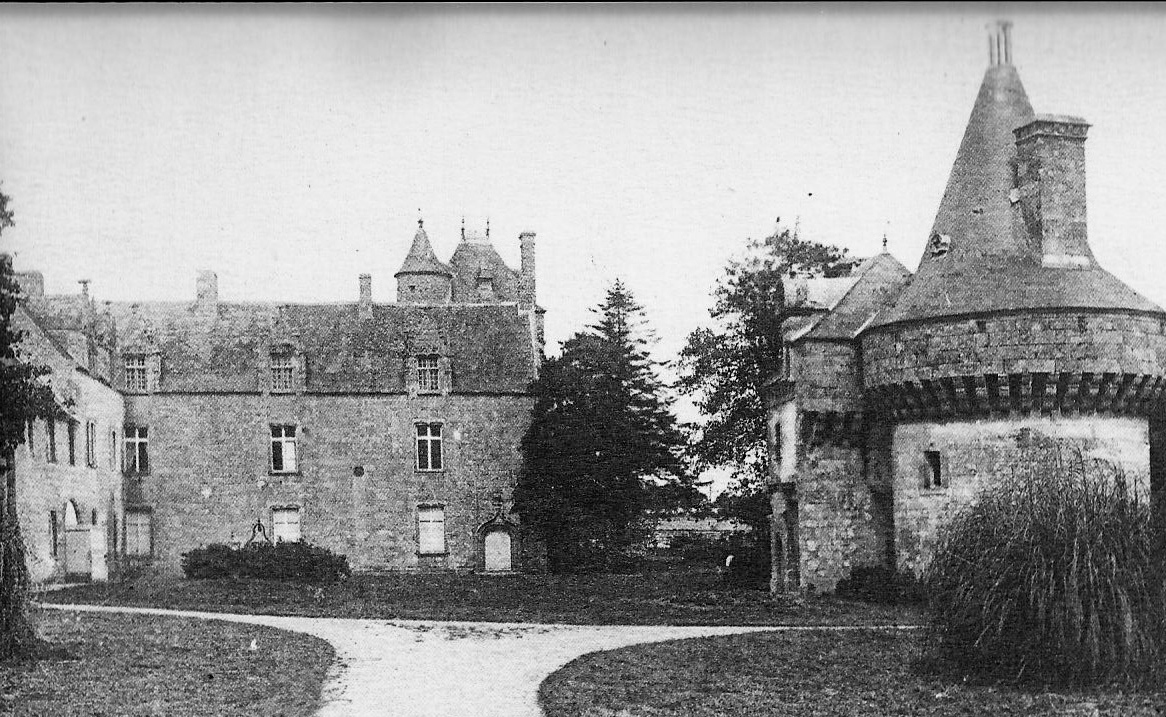
Le château de Penmarc'h en Saint-Frégant vers 1920

Cette famille s'est éteinte avec le décès du fils des précédents, Louis François de Penmarc'h, 10e et dernier baron de Penmarc'h, né le 22 mai 1728 à Saint-Frégant, marié trois fois et mort sans enfant, le 23 février 1804 à Saint-Frégant.

## Un monument historique
Le Chevalier de Fréminville écrit en 1844 que le château de Penmarc'h est « très mutilé », mais qu'il était encore  « dans un bel état de conservation » une dizaine d'années plus tôt. Il consistait  « en un grand corps-de-logis avec deux ailes percées de nombreuses fenêtres ; le tout dans le style gothique du quatorzième siècle. Derrière le corps-de-logis principal était un pavillon carré auquel était adossée une tourelle ronde qui surmontait tout l'édifice et servait à placer la guaîte ou sentinelle du château. À l'extrémité de l'aile droite était une forte tour ronde ayant une galerie crénelée et des machicoulis. Cette tour était recouverte d'un toit et surmontée d'un beffroi.
Le monument fait l’objet d’une inscription au titre des monuments historiques depuis le 3 juin 1932, mais, propriété privée, il ne se visite pas.

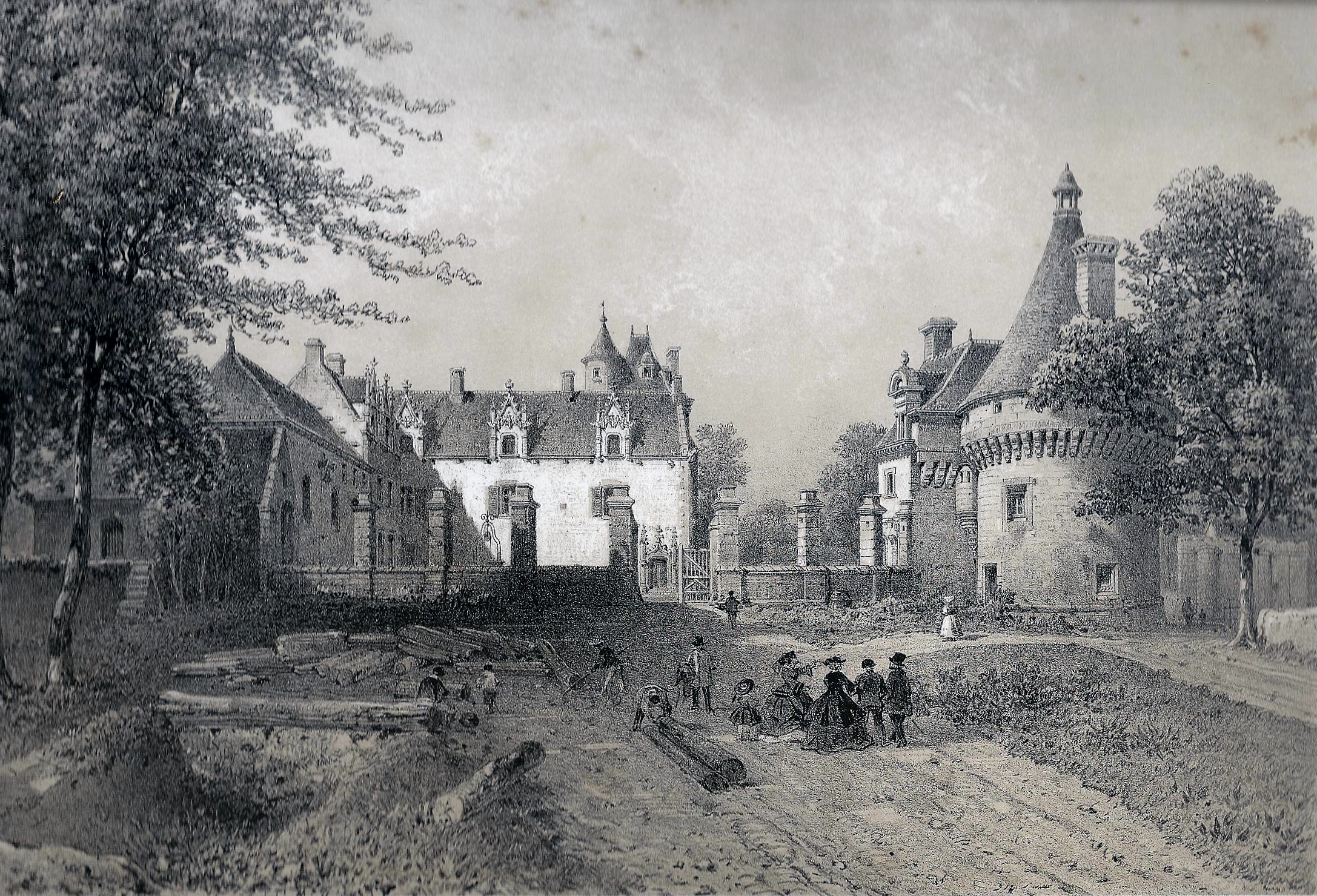
"Château de Pen-Marc'h, près Lesneven" (dessin de Félix Benoist, 1867).
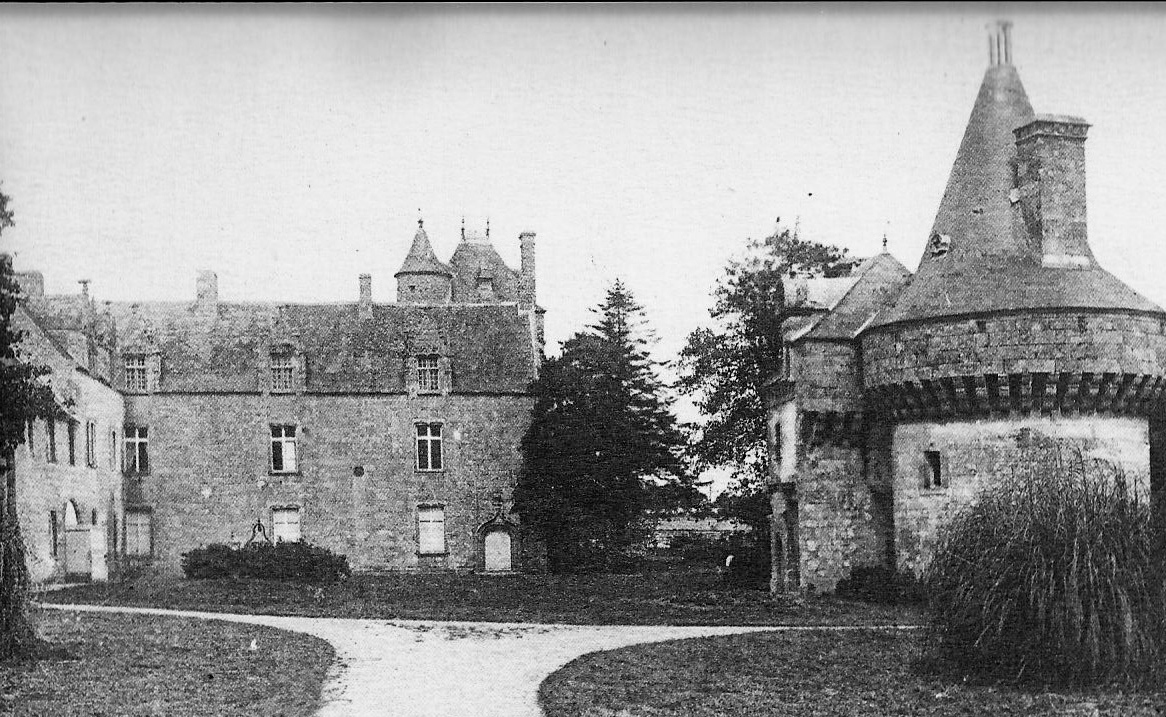
Le château (manoir) de Penmarc'h vers 1920
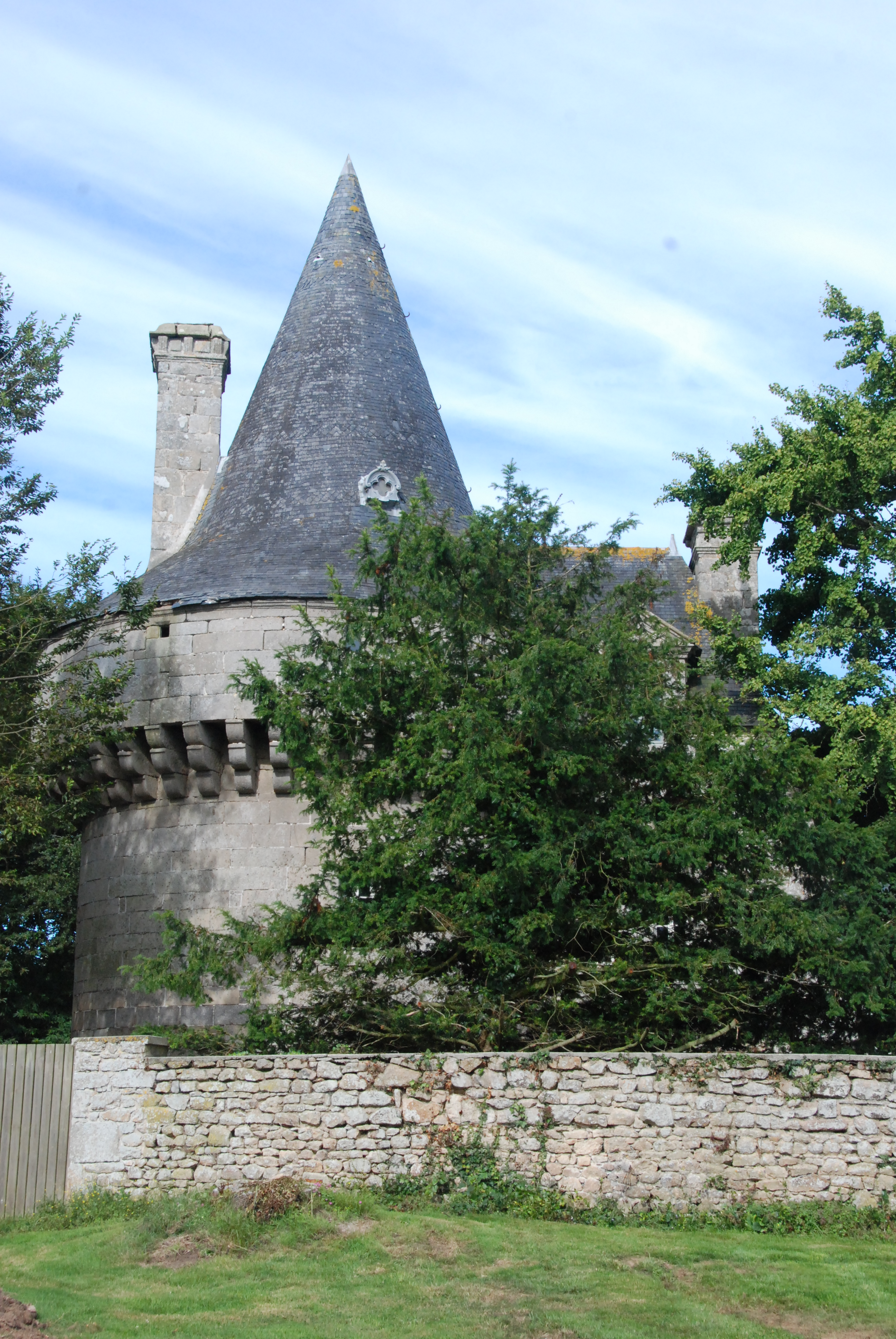
Le manoir de Penmarc'h 1
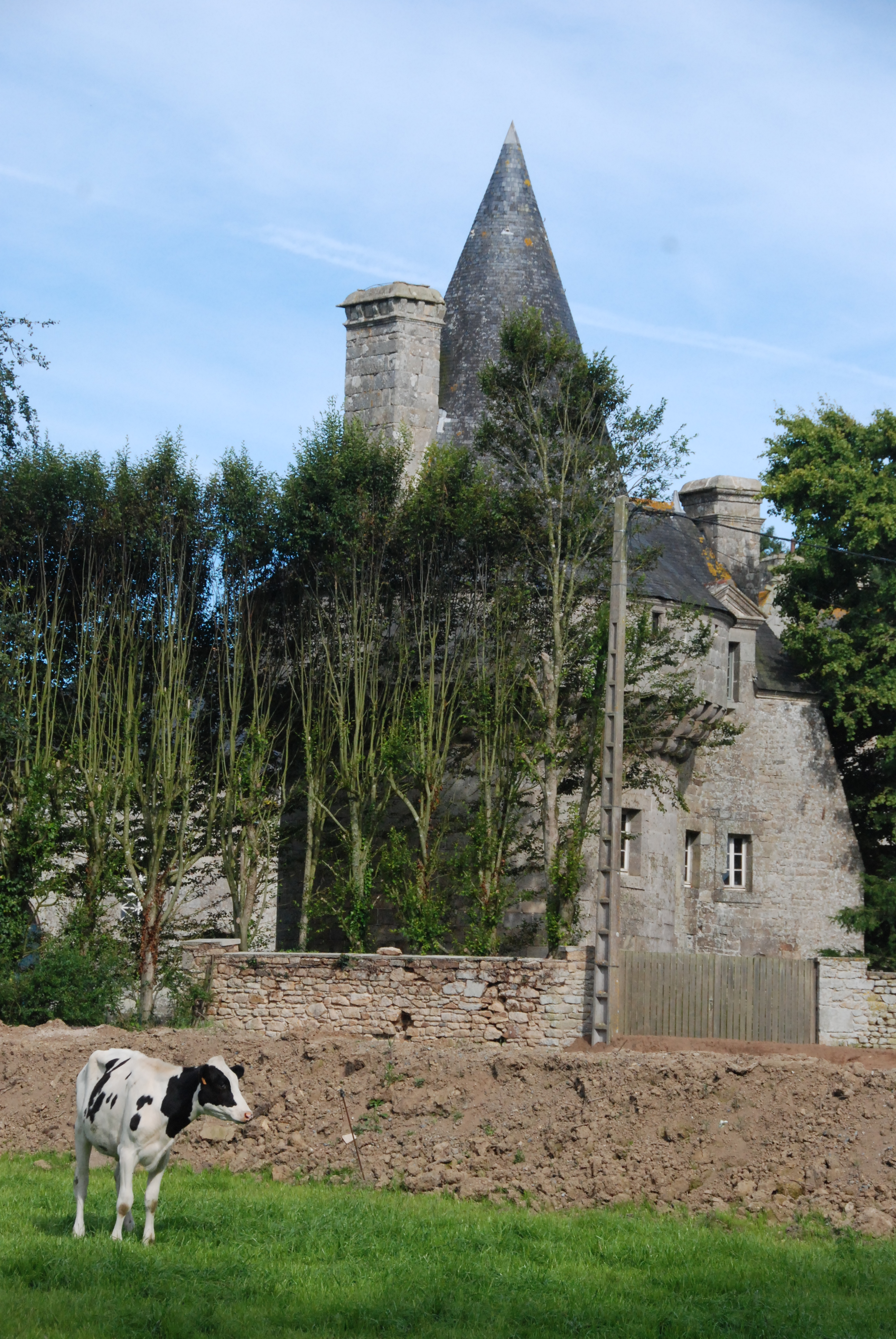
Le manoir de Penmarc'h 2